# Phúc tấn

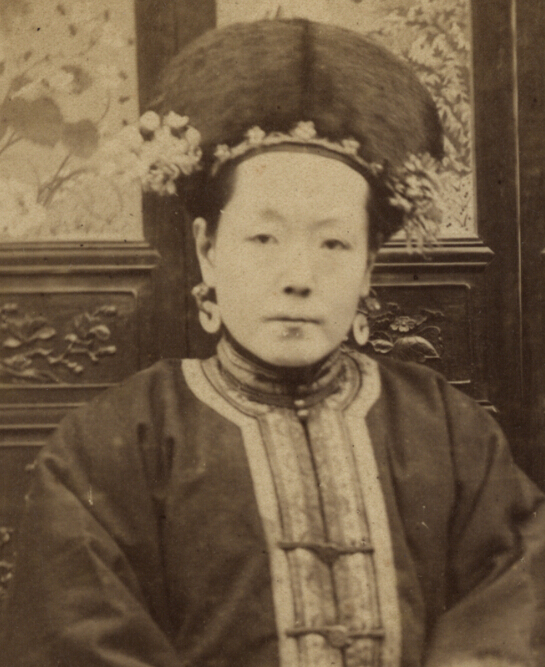
Diệp Hách Na Lạp Uyển Trinh, Đích Phúc tấn của Thuần Hiền Thân vương Dịch Hoàn.

Phúc tấn (chữ Hán: 福晉; tiếng Mãn: ᡶᡠᠵᡳᠨ, Möllendorff: Fujin), khi trước từng được phiên thành Phúc kim (福金), là danh hiệu dành cho các thê thiếp của những Hoàng tử, Tông thất thời nhà Thanh, theo chữ Hán dùng là Vương phi. Đồng thời từng là một danh hiệu cho Phi tần trong Hậu cung nhà Thanh thời kỳ Thuận Trị đến hết thời kỳ Khang Hi.
Trước và sau khi nhập quan, ngôn ngữ Mãn của triều đình nhà Thanh vẫn còn khá nặng nề, "Phúc tấn" đến thời gian đầu của triều Khang Hi vẫn là một danh hiệu phổ biến dùng cho các Phi tần, dẫu vậy "Phúc tấn" thường chỉ biểu hiện ở đãi ngộ mà không phải tước danh chính thức cần xác phong. Đến khi Khang Hi Đế chính thức định ra "Bát đẳng Hậu phi", và từ triều Ung Chính đều gia phong tước hiệu chính thức cho Hậu phi, thì danh xưng "Phúc tấn" chỉ còn dùng riêng cho các bà vợ Chính thất và Trắc thất của Hoàng tử, Thân vương và Quận vương.

## Khái quát

### Quốc chủ Hậu phi
Nguyên từ "Phúc tấn" có hai thuyết về xuất xứ. Một thuyết là từ tiếng Mông Cổ của "Fujin", có nghĩa là Phu nhân trong Hán ngữ, lại có thuyết nói từ này xuất phát từ nguyên danh Khả đôn - tước hiệu dùng để gọi vợ các Khả hãn tại các sắc dân Đột Quyết.
Thời kỳ khai quốc Hậu Kim của Nỗ Nhĩ Cáp Xích, trong hậu cung của Hãn vương, Chính thê của Hãn vương được gọi Đại Phúc tấn (大福晉; Amba fujin) hay còn gọi đơn giản hơn là "Đại phi" (大妃). Ở dưới còn có những cấp thấp hơn nữa dành cho thiếp thị, các trắc thất có địa vị đặc thù nên được xưng gọi Trắc Phúc tấn (侧福晉; Ashani fujin), còn các thiếp hầu khác đều là phận nhỏ nên được chia làm hai dạng là Thứ Phúc tấn (庶福晉; Buya fujin) hay Tiểu Phúc tấn (小福晉; Ajige fujin).
Trong hậu cung từ thời Nỗ Nhĩ Cáp Xích đến Hoàng Thái Cực, các Chính phi và Thứ phi trong hậu cung của Đại hãn đều gọi chung là Phúc tấn, chỉ phân chia Chính thất Phúc tấn đặc biệt triệt để. Năm Hoàng Thái Cực thành lập nhà Thanh (1636), ngoài Triết Triết được phong danh hiệu Quốc quân Phúc tấn (國君福晉; Ejen fujin) cực kỳ khác biệt, thì còn có Hải Lan Châu cùng Na Mộc Chung là Đại Phúc tấn, cùng Ba Đặc Mã Tảo và Bố Mộc Bố Thái đều là Trắc Phúc tấn. Sang thời Thuận Trị, trong hậu cung vẫn hay giữ kiểu gọi tương ứng Hoàng hậu ("Đích Phúc tấn"), Phi ("Trắc Phúc tấn") và Cách cách ("Thứ thiếp") mà xưng hô cùng thiết đặt đãi ngộ, không khác thời Hậu Kim. Tóm gọn lại, hậu cung triều Thuận Trị có 7 định mức, được gọi là Cấp (級), ngoài Hoàng hậu, Hoàng quý phi, Phi và Tần rất đặc thù, thì có 3 cấp phổ biến nhất:
1. Phúc tấn (福晉), địa vị đặc thù, đa phần là Hậu phi xuất thân từ Mông Cổ Minh kỳ, tức là con gái Vương công Mông Cổ.
2. Tiểu Phúc tấn (小福晉), bên trong lại có thêm 2 cấp, dành cho Hậu phi từng sinh con.
3. Cách cách (格格), dành cho các Hậu phi thân phận thấp và chưa có con.

Thời kỳ Khang Hi ban đầu vẫn giữ đãi ngộ làm tiêu chuẩn, đa phần dựa vào số lượng lụa, gấm được cấp hàng tháng mà được xem ai trên ai dưới. Tuy nhiều hậu cung phi tần thời Khang Hi không có danh vị, nhưng đã có chế độ thiện đãi nhất định tương ứng với các danh vị chính thức. Như Tuệ phi do là Mông Cổ Minh kỳ mà nhập cung đãi ngộ Phúc tấn, sau khi chết truy tặng làm Phi, hoặc như 4 vị Phúc tấn xuất thân long trọng thời Thuận Trị là Cung Tĩnh phi, Thục Huệ phi, Đoan Thuận phi và Ninh Khác phi đều chỉ được tôn làm "Phi" dưới thời Khang Hi. Sau thời Khang Hi, Hậu cung chủ vị không còn được gọi là "Phúc tấn" nữa.

### Tông thất thê thiếp
Từ thời Hậu Kim, ngoài Chính phi và Thứ phi của Đại hãn, thì Chính thất và Thứ thất của các thành viên Hoàng thất có tước Bối tử trở lên đều gọi chung là Phúc tấn. Tuy nhiên, thời Thanh đầu trước khi nhập quan, nam giới Mãn Châu thịnh hành kiểu "Một chồng, nhiều vợ, nhiều thiếp", đàn ông có thể dùng lễ cưới nhiều hơn 1 người vợ, song vẫn có thể nạp thật nhiều thiếp. Các vợ được cưới cùng với vợ cả thường được ghi theo chữ Hán là Kế thê (繼妻) hoặc Kế thất (繼室), tiếng Việt nôm na là "Vợ kế" hoặc "Vợ thứ". Văn bản Hán dịch về thời Thanh trước khi nhập quan tuy gọi các bà vợ này thành "Kế Phúc tấn" hoặc "Trắc Phúc tấn", song có phần không chính xác với tình hình lúc đó.
Với chế độ này, vợ cả và vợ thứ trên thực tế là bình quyền (Hán ngữ gọi là Bình thê), con cái do họ sinh ra có quyền thừa kế ngang bằng. Với lý do này, rất nhiều gia phả Vương phủ thời kỳ này ghi việc cưới các Chính thât Phúc tấn này theo kiểu số lần cưới, như Phúc tấn được cưới đầu tiên sẽ gọi là "Nhất thú Phúc tấn" (一娶福晉), rồi vị Phúc tấn được cưới lần sau sẽ được gọi là "Nhị thú Phúc tấn" (二娶福晉), ví dụ cho việc này có gia phả Trịnh Hiến Thân vương Tế Nhĩ Cáp Lãng. Bên cạnh đó, cũng nhiều văn bản chia các Trắc thất danh hiệu "Trắc Phúc tấn" khác với các "Chính thất Phúc tấn" khác, song trong nhiều trường hợp thì Trắc Phúc tấn ấy lại có thân phận không kém gì các Chính thất Phúc tấn, đây là một biểu hiện rõ chế độ "Nhiều vợ và nhiều Thiếp" rất mạnh trong xã hội Mãn Châu khi ấy.
Căn cứ Mãn văn lão đương (满文老档) ghi nhận, thời Sùng Đức nguyên niên ra chỉ dụ:
| “                                                     | 汗之女称固伦格格，婿称固伦额驸。其和硕亲王、多罗郡王、多罗贝勒、固山贝子之女，若蒙圣汗抚养下嫁，仍称固伦格格，其婿亦称固伦额驸。和硕亲王嫡妻各一人，称和硕福晉，馀妻称少福晉；其女称和硕格格，婿称和硕额驸。多罗郡王嫡妻各一人，称多罗福晉馀妻称少福晉；其女称多罗格格，婿称多罗额驸。多罗贝勒嫡妻各一人，称多罗贝勒福晉，馀妻称少福晉，其女称多罗贝勒格格，婿称多罗贝勒额驸。固山贝子嫡妻各一人，称固山福晉，馀妻称少福晉；其女称固山格格，婿称固山额驸。凡和硕亲王、多罗郡王、多罗贝勒、固山贝子收养之女及婿，亦从其养父名之。 . Con gái của Hãn xưng gọi Cố Luân cách cách, con rể xưng Cố Luân ngạch phò. Phàm con gái của Hòa Thạc Thân vương, Đa La Quận vương, Đa La Bối lặc hay Cố Sơn Bối tử, nhận ân thánh mà được Hãn nuôi dưỡng, cũng xưng Cố Luân cách cách, con rể tắc cũng xưng Cố Luân ngạch phò. Chính thất của Hòa Thạc Thân vương có một người, xưng Hòa Thạc Phúc tấn, các thiếp khác xưng Thiếu Phúc tấn. Con gái do đó xưng Hòa Thạc cách cách, con rể là Hòa Thạc ngạch phò. Chính thất của Đa La Quận vương chỉ một người, xưng Đa La Phúc tấn, thiếp xưng Thiếu Phúc tấn. Con gái do đó xưng Đa La cách cách, con rể xưng Đa La ngạch phò. Chính thê của Đa La Bối lặc xưng Đa La Bối lặc Phúc tấn, thiếp xưng Thiếu Phúc tấn. Con gái do đó gọi Đa La Bối lặc cách cách, con rể xưng Đa La Bối lặc ngạch phò. Chính thê của Cố Sơn Bối tử xưng Cố Sơn Phúc tấn, thiếp xưng Thiếu Phúc tấn. Con gái do đó gọi Cố Sơn cách cách, con rể xưng Cố Sơn ngạch phò. Phàm con cái do Hòa Thạc Thân vương, Đa La Quận vương, Đa La Bối lặc hay Cố Sơn Bối tử nhận nuôi dưỡng, cũng án theo mà gọi. | ” |
| — Chỉ dụ phong hiệu thời Thanh sơ - Mãn văn lão đương | |   |

Thời Thuận Trị, như đã đề cập, khi danh phận hậu cung vừa mới nhập quan cũng chưa thực sự rõ, các Hậu cung Phi tần cũng được dùng danh hiệu "Phúc tấn" để xưng hô. Chỉ cho đến hết Khang Hi, chế độ Hậu cung cũng được được kiện toàn, các danh xưng như "Phúc tấn" mới được chuyển xuống chuyên dùng cho vợ của các Hoàng tử. Theo chế độ hoàn bị từ đời Ung Chính và Càn Long trở đi, tước danh "Phúc tấn" cho Chính thất và "Trắc Phúc tấn" cho Trắc thất chỉ dùng cho những Hoàng tử chưa thụ phong hoặc Tông thất được thụ phong tước Vương, tức là Thân vương (親王), Quận vương (郡王) cùng Thế tử (世子). Còn như Chính thất và Trắc thất của những Tông thất từ Bối lặc trở xuống đến Trấn quốc Tướng quân, chỉ có thể dùng Phu nhân.
Hoàng thất nhà Thanh quan niệm Tông thất được thụ phong tước ("tức là Vương công Bối lặc") và Hoàng tử chưa được thụ phong đều không giống nhau, do đó cũng phân ra hai cách gọi của Phúc tấn thuộc hoàng thất, đó là "Hoàng tử Phúc tấn" (皇子福晉) và "Mỗ vương Phúc tấn" (某王福晉) - trong đó "Mỗ" là tước hiệu của bản thân Thân vương hay Quận vương ấy. Theo quy định triều Thanh, các Hoàng tử dù chưa phong tước hoặc đã phong tước, đều có thân phận cao hơn những người Tông thất là anh em chú bác của Hoàng đế, mặc cho người Tông thất ấy đã có tước và Hoàng tử vẫn chưa được phong tước, đây là bởi vì các Hoàng tử có quan hệ thân phận với Hoàng đế nhất. Do đó các Phúc tấn của các Hoàng tử vẫn là đứng cao hơn Phúc tấn của Thân vương khi quy định thứ tự.

## Trong văn bản
Do chỉ có tước Vương sử dụng, nên trong Hán văn thì "Phúc tấn" cũng đồng nghĩa "Vương phi", các văn bản thời Thanh khi tuyên phong cũng không ít lần sử dụng "Phi" để thay cụm danh xưng Phúc tấn, ví dụ:
- Sách văn của Hiếu Kính Hiến Hoàng hậu Na Lạp thị và Hiếu Hiền Thuần Hoàng hậu Phú Sát thị, các bà đều được gọi là Đích phi (嫡妃) do các bà là chính thất, lại còn là Nguyên phối - tức người được cưới hỏi chính thức đầu tiên. Nội dung sách văn của Phú Sát thị như sau:"Tư nhĩ Đích phi Phú Sát thị, chung tường huân tộc"[chú thích 1].
- Đồng thời, Nguyên phối Phúc tấn - tức Phúc tấn có cưới hỏi chính thức đầu tiên cũng hay được gọi là Nguyên phi (元妃), nhưng lại hay dùng biểu thị rằng người ấy đã qua đời. Ví dụ điển hình có Hiếu Mục Thành Hoàng hậu Nữu Hỗ Lộc thị trước khi có thụy hiệu, được dụ chỉ truy phong làm Hoàng hậu, trong dụ chỉ có đoạn nói rõ:"Dụ Nội các, Trẫm Nguyên phi Nữu Hỗ Lộc thị, ứng truy phong vi Hoàng hậu"[chú thích 2].
- Kế Phúc tấn, tức Phúc tấn có cưới hỏi chính thức sau khi Nguyên phối Phúc tấn qua đời, thường được gọi là Kế phi (繼妃) để phân biệt với Nguyên phi. Trường hợp này có Hiếu Thận Thành Hoàng hậu Đông Giai thị, trong chỉ dụ lập làm Hoàng hậu như sau:"Hoàng đế Kế phi Đông Giai thị, nhu gia duy tắc, hiếu kính vô vi. Cửu phu hoán trạc chi phong, giáo tuyên cung kiệm. Khắc tương túc ung chi hóa, hiền trứ tự huy. Ứng chính Trung cung"[chú thích 3].

## Chế độ

### Phẩm cấp và giai vế

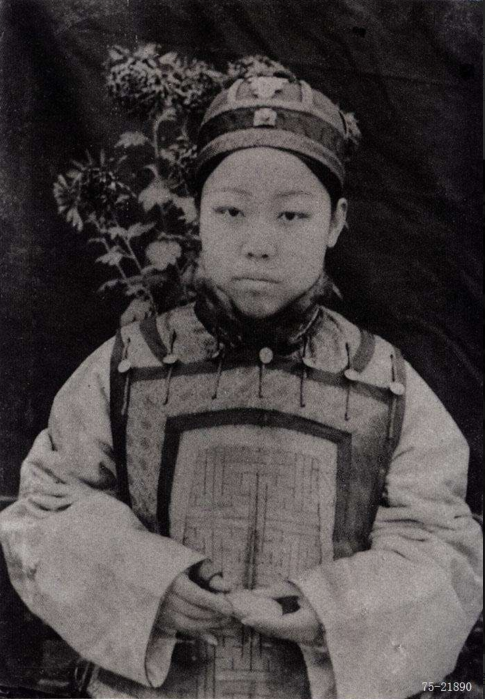
Thúy Nghiên, Trắc Phúc tấn của Thuần Hiền Thân vương Dịch Hoàn, sinh mẫu của Nhiếp Chính vương Tái Phong.

Trong hậu viện của các Hoàng tử và các Vương, có tổng cộng ba loại phân cấp bậc thê thiếp:
- Đích Phúc tấn (嫡福晉) hay Đích phi (嫡妃): dành cho các Chính thất của Hoàng tử, Thân vương và Quận vương. Nếu là Kế thất Phúc tấn, thì để phân biệt với Nguyên phối mà hay được gọi thành Kế Phúc tấn (继福晉); có 1 người tại vị;
- Trắc Phúc tấn (侧福晉), Trắc thất Phúc tấn (側室福晉)[3], Trắc phi (侧妃) hay Thứ phi (庶妃)[note 4]: dành cho các Trắc thất của Hoàng tử, Thân vương và Quận vương. Chế định có 2 người, sau thời Càn Long thì Thân vương được phép có 4 người;
- Thứ Phúc tấn (庶福晉), nhưng thường gọi là Cách cách (格格): tiểu cơ thiếp của Hoàng tử, Thân vương và Quận vương. Ban đầu chưa có chế định nhân số, từ đời Càn Long bắt đầu có. Hạng này có rất nhiều xuất thân và cách gọi, có thể gọi là Thị tỳ (侍婢), Thị nữ (侍女), Sử nữ (使女), Quan nữ tử (官女子), Dắng thiếp (媵妾) hoặc Thiếp (妾), thông thường đều do Hoàng đế ban cho.

Theo quy định của nhà Thanh, các Đích Phúc tấn và Trắc Phúc tấn được tuyển cho Hoàng tử Vương công thường đều thông qua Bát Kỳ tuyển tú, được Hoàng đế chỉ định Tú nữ từ trong đợt tuyển này mà trở thành hôn phối cho các Hoàng tử Vương công. Do đó, các Đích Phúc tấn và Trắc Phúc tấn được chỉ định từ Bát Kỳ tuyển tú đều xuất thân Kỳ phân Tá lĩnh. Dựa theo việc này, họ có địa vị rất cao trong phủ và phả hệ một chi của vị Hoàng tử Vương công ấy, bởi vì cả hai vị Đích Phúc tấn cùng Trắc Phúc tấn khi nhập phủ, đều dùng lễ đại hôn (Trắc Phúc tấn có thể kém hơn một chút), và đều do bộ Lễ tiến hành tuyên sách phong tước hiệu bằng lễ Sách phong chính thức. Cũng theo phân lệ ấy, các Đích Phúc tấn và Trắc Phúc tấn được chỉ định trực tiếp trong Bát Kỳ tuyển tú có thể mang theo "Bồi giá Nha hoàn" (陪嫁丫鬟) - tức những Nữ tỳ theo từ nhà mẹ đẻ của các Phúc tấn nhập phủ. Dù không phổ biến, song các Bao y nhân, tức Nội Bát kỳ, cũng có thể được chỉ định trực tiếp làm Trắc Phúc tấn trong Nội vụ phủ tuyển tú, tuy nhiên việc này xảy ra không nhiều lắm và cũng chưa xác định rõ họ có thể hưởng lễ cưới nhập phủ hay không. Những Bao y nhân được chỉ định trực tiếp này phần nhiều đều xuất thân thế gia trong hàng quan lại Nội vụ phủ.
Các Thứ Phúc tấn, cũng gọi "Cách cách", là những vị trí không được tham dự Bát Kỳ tuyển tú, mà chỉ được chọn nạp vào phủ, do đó các Cách cách thông thường xuất thân là Bao y thuộc Hạ ngũ kỳ, một số lại thuộc Bao y Thượng tam kỳ vì họ là Cung nữ tử hầu hạ Hoàng tử từ trong cung, sau đó theo Hoàng tử khi phân phủ. Những nữ tử xuất thân Bao y Hạ ngũ kỳ, thông thường là được phái đến hầu trong Vương phủ theo nghĩa vụ bắt buộc, sau đó tùy theo hoàn cảnh mà được ["Thu phòng"; 收房], tức nạp làm thiếp. Trong phủ, Cách cách hoàn toàn chỉ bị xem là tiểu thiếp, địa vị rất thấp nên thông thường chỉ dùng hình thức ["Nạp"; 納] để vào phủ hầu hạ, không khác gì nữ tỳ bình thường, do vậy họ không có lễ cưới và không được mang theo người hầu riêng. Mức hạn về số lượng Cách cách ban đầu không quy định, thường tùy vào việc Hoàng đế ban cho bao nhiêu hoặc là có thể thu nạp bao nhiêu. Tuy nhiên theo quy định chính thức vào năm Càn Long thứ 7 (1742) bởi Càn Long Đế, một Thân vương chỉ có 10 vị Dắng thiếp chính thức, còn Quận vương là 6 người. Điều này có nghĩa số "Thứ Phúc tấn" của Thân vương và Quận vương được chính thức công nhận chỉ trong phạm vi "10 người" và "6 người" này, ngoài ra đều không được công nhận.
Ngoài thân phận Bao y, các Cách cách cũng có thể xuất thân từ Thuộc nhân hoặc Gia nô, cụ thể:
- Gia nô (家奴): những nô lệ nữ được mua về hầu trong phủ. Tuy triều Thanh cấm mua bán gia nô làm thiếp, nhưng chung quy vẫn thịnh hành chế độ "quan liêu" ngầm, hơn nữa việc mua nô lệ nạp thiếp không phải vấn đề có thể tiện tra rõ, thành ra tình trạng này kéo dài đến tận khi Thanh vong. Các nữ tử nhà dân nghèo, không có tiền mà phải bán mình, vào các Vương phủ làm đầy tớ, hầu ngủ và được nạp làm thiếp; đấy là quy trình diễn ra tương đối phổ biến. Tuy nhiên, loại Gia nô này khi trình báo hộ khẩu, đều ghi thành: "Bao y nữ tử nhập phủ làm việc", thành ra trên giấy tờ che đậy họ được biết với thân phận Bao y.
- Thuộc nhân (属人): chỉ đến con gái của các quan viên thuộc lại, bọn họ đều là Kỳ phân Tá lĩnh mà không phải Bao y. Chế độ thuộc lại thời Thanh phổ biến vào thời kỳ đầu trước và sau khi nhập quan, song sang thời Ung Chính về sau lại trở thành danh nghĩa, từ từ cũng mất. Khi một Hoàng tử phân ra Hạ ngũ kỳ, ngoài Bao y thì cũng có những Kỳ phân Tá lĩnh gia tộc thuộc kỳ này thành thuộc quan của Hoàng tử ấy, dẫn đến tình trạng con gái của họ được đưa vào phủ làm thiếp hầu. Do Trung và Hậu kỳ về sau tiêu biến chế độ thuộc lại, nên hồ sơ vào thời kỳ này cũng không còn thấy những thân phận như vậy nữa.

### Vấn đề Thỉnh phong
Các vị Cách cách trong Vương phủ cũng có thể được ban Sách phong trở thành Trắc Phúc tấn vì nhiều lý do. Có hai cách khiến Cách cách trở thành Trắc Phúc tấn vào đời Thanh:
1. Do Hoàng đế trực tiếp chỉ định;
2. Do Hoàng tử hoặc Vương công xin Chỉ sách phong, gọi là Thỉnh phong (請封);

Thông thường các Cách cách được Hoàng đế ân chuẩn trở thành Trắc Phúc tấn đa số là vì sinh ra con trai, trường hợp này có Tề phi Lý thị của Ung Chính Đế và Hòa phi Na Lạp thị của Đạo Quang Đế. Còn ngoài ra, chỉ khi Hoàng đế đặc biệt cho phép thì bọn họ mới có thể trở thành Trắc Phúc tấn, loại này có Đôn Túc Hoàng quý phi Niên thị, vốn là "Thuộc nhân" của Ung Chính Đế khi còn là Hoàng tử, và Tuệ Hiền Hoàng quý phi Cao thị, vốn là "Bao y nhân" hầu Càn Long Đế với tư cách Cung nữ tử, cả hai đều do Khang Hi Đế và Ung Chính Đế chính thức ban cho vị trí Trắc Phúc tấn. Từ đời Càn Long, để có thể thỉnh lên Trắc Phúc tấn, thì "Bắt buộc phải từng sinh dục", nếu không cho dù chỗ cho Trắc Phúc tấn vẫn còn, thì cũng không thể xin thỉnh phong. Điều này có nghĩa, giả dụ Vương phủ A đã có 2 Trắc Phúc tấn, còn 2 vị trí nữa, Vương gia A cũng không thể thỉnh phong cho Cách cách B nếu B không sinh con. Và dù các Cách cách trong nhiều trường hợp có thể được nâng làm Trắc Phúc tấn, nhưng hiện tượng "Phù chính" (扶正), tức là từ Trắc Phúc tấn đi lên Đích Phúc tấn rất khó xảy ra do vấn đề thân phận cách biệt. Thời kỳ nhà Thanh trọng thân phận, các chính thất của Hoàng tử Vương công đều phải thuộc thân phận chính danh của người Bát Kỳ, tức Kỳ phân Tá lĩnh, do đó rất ít khi Trắc Phúc tấn có thể đi lên vị trí Chính đích, bởi vì đại đa số Trắc Phúc tấn đều xuất thân Bao y hoặc Gia nô - một loại thân phận không bao giờ được xem là phù hợp để làm vợ chính trong gia đình Bát Kỳ. Trong trường hợp Đích Phúc tấn qua đời, triều đình đều sẽ chọn người Bát kỳ khác hợp tuổi nhập phủ làm Kế thất Phúc tấn, đó gọi là "Tục huyền" hoặc "Điền phòng" theo cách nói dân gian (xem bài Vợ). Thời gian cưới kế thất đối với Hoàng tử Vương công không có quy định gắt gao như Hoàng đế, không có quy định vị Vương công ấy phải để tang bao lâu mới cưới vợ kế, ví dụ cho chuyện này chính là trường hợp Hiếu Mục Thành Hoàng hậu Nữu Hỗ Lộc thị của Đạo Quang Đế, bà vừa qua đời đầu năm ấy thì cuối năm ấy triều đình đã cưới Hiếu Thận Thành Hoàng hậu làm Kế thất Phúc tấn.
Bên cạnh đó, việc sách phong Trắc Phúc tấn triều Thanh cũng có nhiều vấn đề, khiến việc Thỉnh phong chậm trễ hoặc trù trì mãi không được, nên thời kỳ cuối cũng có một tình trạng "phong khống" Trắc Phúc tấn diễn ra trong các Vương phủ. Ấy là như một Vương phủ nói có 5 vị "Trắc Phúc tấn", trong phủ cũng xưng hô như vậy, song thực tế chỉ có 3 người được sách phong chính thức bởi triều đình.

### Quyền lợi của con cái
Do vai vế chênh lệch, con cái được sinh ra bởi các vị giai cũng không hề giống nhau. Trước khi nhập quan, con cái do Đích Phúc tấn và Trắc Phúc tấn sinh ra gần như là như nhau, vì Trắc Phúc tấn chung quy cũng được không chính thức xem là Bình thê. Tuy nhiên, khi Thanh triều đã thiết lập quy tắc chính quy từ khi nhập quan, Trắc Phúc tấn địa vị đã khác, con cái của Trắc Phúc tấn cũng từ đó kém hơn con cái do Đích Phúc tấn hạ sinh. Còn con cái của các Cách cách, hoàn toàn không thể so sánh.
Từ quy định của nhà Thanh buổi đầu nhập quan, con cái của Thân vương, Thế tử và Quận vương đều có tương lai khác nhau tùy vào thân phận của mẹ đẻ. Từ giữa Trung kỳ niên hiệu Khang Hi, và nhất là Càn Long về sau, vì để giảm đi số Tông thất tử đệ được phong tước mà triều đình áp dụng chế độ Khảo phong. Luận theo thân phận ban đầu:
- Đích Phúc tấn hạ sinh: các con trai của Thân vương được xét làm Bất nhập Bát phân Phụ quốc công (不入八分輔國公), con của Thế tử cùng Quận vương được xét làm Nhất đẳng Trấn quốc Tướng quân (一等鎮國將軍). Các con gái đều phong tước hiệu Quận chúa.
- Trắc Phúc tấn hạ sinh: các con trai của Thân vương được xét làm Nhị đẳng Trấn quốc Tướng quân (二等鎮國將軍), con của Thế tử cùng Quận vương được xét làm Tam đẳng Trấn quốc Tướng quân (三等鎮國將軍). Các con gái đều là Quận quân.
- Cách cách hạ sinh: các con trai của Thân vương được xét làm Tam đẳng Phụ quốc Tướng quân (三等輔國將軍), con của Thế tử cùng Quận vương được xét làm Tam đẳng Phụng quốc Tướng quân (三等奉國將軍). Các con gái có thể phong là Huyện quân. Tuy nhiên, vẫn có trường hợp con gái của Cách cách không được phong tước gì.

Về phương diện khác, căn cứ khảo sát của Quất Huyền Nhã, con cái do Trắc Phúc tấn thời Càn Long về sau một khi được sinh ra thì sẽ không có khái niệm "Mẫu gia" (母家) đối với dòng họ của mẹ ruột, khái niệm ấy đều chỉ đến nhà mẹ của Đích Phúc tấn. Điều này được tra ra trong các hồ sơ Vương phủ từ Càn Long trở đi đều nhất quán, không có ngoại lệ. Kể từ thời Càn Long thì triều Thanh đã theo mô thức Nho Khổng hóa rất mạnh, nhiều dấu hiệu "Nhiều vợ nhiều thiếp" của người Mãn Thanh trước khi nhập quan cũng đều không còn, phận vợ cả và thứ thiếp ngày càng nghiêm ngặt, nên tư duy theo kiểu Nho Khổng như "Mẫu gia" cũng càng hoàn thiện.

### Phẩm phục và Nghi vệ

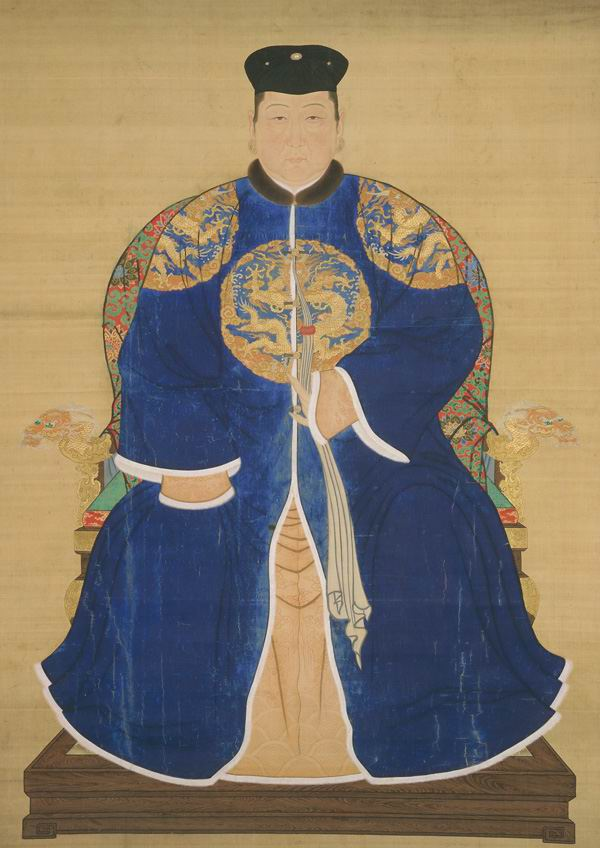
Qua Nhĩ Giai thị, Đích Phúc tấn của Phế Thái tử Dận Nhưng đang mặc Cát phục quái tiêu chuẩn thời Khang Hi.

Căn cứ ghi nhận của Thanh sử cảo trong Chí thất thập bát (志七十八), trang phục của các Phúc tấn cùng Tông thất Thê tử về cơ bản có hai loại gọi là Triều phục (朝服) và Cát phục (吉服), thành phần chủ yếu của hai trang phục này là mũ và áo. Trong đó mũ chia làm Triều quan (朝冠) và Cát phục quan (吉服冠), mà áo lại chia làm hai thành phần là Quái (褂) khoác bên ngoài và Bào (袍) là áo mặc bên trong. Áo "Quái" chia làm Triều quái (朝褂) và Cát phục quái (吉服褂), còn "Bào" là Triều bào (朝袍) và Mãng bào (蟒袍), hình thức đều là áo cổ tròn, khai vạt, 2 bên hông xẻ tà, cổ tay áo bình phẳng, sắc thường dùng xanh đá, tức Thạch thanh (石青) theo chữ Hán.
1. Hoàng tử Phúc tấn: Triều quan 3 tầng, 10 viên Đông Châu, đỉnh mũ khảm Hồng bảo thạch (紅寶石), xung quanh viền mũ có mũ dùng hình trang sức Kim khổng tước (金孔雀), trước 5 con sau 1 con, đều có khảm 7 viên Đông Châu. Cát phục quan cũng dùng đỉnh mũ bằng Hồng bảo thạch tương tự. Triều quái trước dùng 4 hình hoa văn Hành long (行龍), phía sau 3 hình. Cát phục quái thêu hoa văn Ngũ trảo Chính long tứ đoàn (五爪正龍四團), trước sau-hai vai từng chỗ một hình. Triều bào và Mãng bào đều màu Hương sắc (香色)[6].
2. Thân vương Phúc tấn: Triều quan 3 tầng, quy chế như Hoàng tử Phúc tấn. Cát phục quái thêu Ngũ trảo Kim long tứ đoàn (五爪金龍四團), trước sau hình Chính long, hai vai Hành long, còn lại đa số như Hoàng tử Phúc tấn. Thân vương Trắc Phúc tấn có Triều quan dùng 9 viên Đông Châu, còn lại như Phúc tấn[7].
3. Thế tử Phúc tấn: Triều quan 2 tầng, dùng 9 viên Đông Châu, còn lại án theo Thân vương Phúc tấn. Thời Thuận Trị, từng quy định mũ mão Thế tử Phúc tấn đều như Thân vương Phúc tấn[8].
4. Quận vương Phúc tấn: Triều quan 2 tầng, dùng 8 viên Đông Châu, còn lại án theo Thế tử Phúc tấn. Cát phục quái, thêu Ngũ trảo Hành long tứ đoàn (五爪行龍四團), trước sau-hai vai từng chỗ một hình. Còn lại đại để như Thế tử Phúc tấn[9].
5. Bối lặc Phu nhân: Triều quan 2 tầng, dùng 7 viên Đông Châu, còn lại như Quận vương Phúc tấn. Triều quái dùng Tứ trảo Mãng (四爪蟒), Cát phục quái trước sau thêu Tứ trảo Chính mãng (四爪正蟒). Triều bào và Mão bào đều dùng màu Lam hoặc Thạch thanh tùy ý, còn lại tương tự Quận vương Phúc tấn[10].
6. Bối tử Phu nhân: Triều quan 2 tầng, dùng 6 viên Đông Châu, Cát phục quái thêu Tứ trảo Hành mãng (四爪行蟒), còn lại tương tự Bối lặc Phu nhân[11].
7. Trấn quốc công Phu nhân: Triều quan 2 tầng, dùng 5 viên Đông Châu, Cát phục quái thêu Hoa bát đoàn (花八團), còn lại tương tự Bối tử Phu nhân[12].
8. Phụ quốc công Phu nhân: Triều quan 2 tầng và dùng 4 viên Đông Châu, còn lại tương tự Trấn quốc công Phu nhân[13].
9. Trấn quốc Tướng quân Phu nhân: quan phục đều như Nhất phẩm mệnh phụ.
10. Phụ quốc Tướng quân Phu nhân: quan phục đều như Nhị phẩm mệnh phụ.
11. Phụng quốc Tướng quân Thê tử: phong Thục nhân (淑人), quan, phục đều Tam phẩm mệnh phụ.
12. Phụng ân Tướng quân Thê tử: phong Cung nhân (恭人), quan, phục đều theo Tứ phẩm mệnh phụ[14].

Cái gọi là Nghi vệ (儀衛), cũng kêu Nghi trượng (儀仗), là một chuỗi đồ dùng gồm kiệu, xe, cờ hiệu và kèn trống để hộ tống một nhân vật cố định khi xuất hiện bên ngoài trong một dịp lễ nào đó. Nghi vệ của những Mệnh phụ thuộc Hoàng thất, ngoại trừ Hậu phi có quy định riêng, thì đều lấy Cố Luân Công chúa làm tiêu chuẩn. Theo Thanh sử cảo, Chí bát thập (志八十), Nghi vệ của Cố Luân Công chúa được quy định:
- 固倫公主儀衛，吾仗二，立瓜二，臥瓜二，骨朵二。金黃羅曲柄繡寶相花傘一，紅羅繡寶相花傘二，青羅繡寶相花扇二，紅羅繡孔雀扇二。黑纛二。前引十人，朝賀日隨侍女五人。原定曲柄傘用紅羅，茲改金黃羅。餘同。崇德初年，定固倫公主清道旗二。紅仗、吾仗各二。銷金紅傘一，青扇一。拂子二，金吐盂、金水盆各一。
- Cố Luân Công chúa Nghi vệ: Ngô trượng nhị, Lập qua nhị, Ngọa qua nhị, Cốt đóa nhị. Kim Hoàng la Khúc bính tú Bảo tương hoa tán nhất, Hồng la tú Bảo tương hoa tán nhị, Thanh la tú Bảo tương hoa phiến nhị, Hồng la tú Khổng tước phiến nhị. Hắc đạo nhị. Tiền dẫn thập nhân, triều hạ nhật tùy Thị nữ ngũ nhân. Nguyên định Khúc bính tán dụng Hồng la, tư cải Kim Hoàng la. Dư đồng. Sùng Đức sơ niên, định Cố Luân Công chúa Thanh đạo kỳ nhị. Hồng trượng, Ngô trượng các nhị. Tiêu kim hồng tán nhất, Thanh phiến nhất. Phất tử nhị, Kim thổ vu, Kim thủy bồn các nhất.

Hoàng tử Phúc tấn và Thân vương Phúc tấn như nhau, đều án theo Cố Luân Công chúa, chỉ có "Khúc bính tán" màu đỏ, và Thị nữ tùy hầu là 4 người. Thế tử Phúc tấn như Hòa Thạc Công chúa, Quận vương Phúc tấn án theo Quận chúa, Phúc tấn của Quận vương Trưởng tử cùng Bối lặc phu nhân đều án Huyện chúa, còn Bối tử Phu nhân trở xuống thì không có Nghi vệ, Thị nữ tùy hầu 1 người, riêng từ Trấn quốc Tướng quân Phu nhân trở xuống không có Thị nữ tùy hầu. Theo quy chế thời Sơ kỳ, đại đa số được quy định như nhau, chỉ thêm bớt vài chỗ.